# Згорнє Хоче
Згорнє Хоче (словен. Zgornje Hoče) — поселення в общині Хоче-Сливниця, Подравський регіон‎, Словенія.